# 東京六大学応援団連盟
東京六大学応援団連盟（とうきょうろくだいがくおうえんだんれんめい）とは、東京六大学野球連盟に加盟する6校の大学の学生応援団で構成された組織である。OB・OG組織の名称は「六旗会」。

## 構成大学

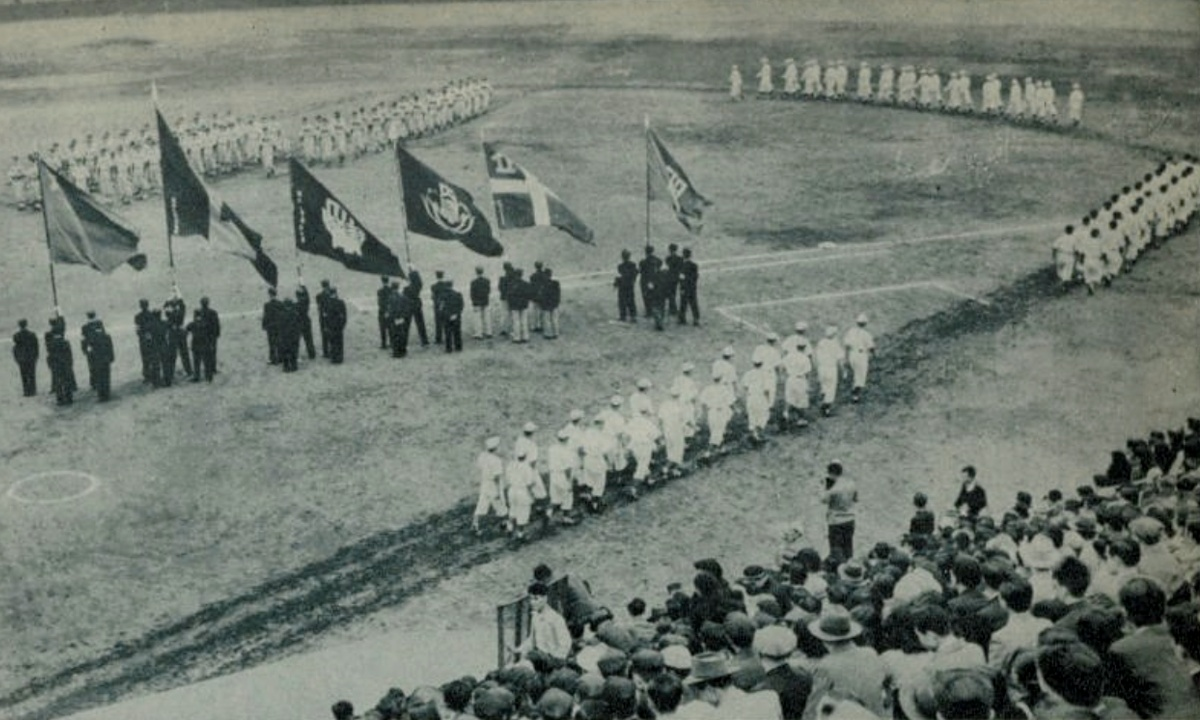
1953年春の六大学野球入場式

東京六大学応援団連盟の当番校順の記載
- 慶應義塾大学應援指導部
- 明治大学応援団
- 東京大学運動会応援部
- 早稲田大学応援部
- 立教大学体育会応援団
- 法政大学応援団

## 概略
1925年に結成された東京六大学野球は、大東亜戦争（太平洋戦争）の激化に因る戦時命令により一端中断し、戦後の1946年には復活を遂げた。一方、いわゆる復員学徒を中心とした学生が、戦後の大学における学生の士気を高めるために、戦後も各校めいめいに応援団・応援部・應援指導部の再建を始めた。
戦前からの継続組織として立教大学と法政大学が活動を再開し、早稲田大学、慶應義塾大学、明治大学でも戦前にあったものとは異なった新しい組織が発足した。東京大学においても大学史上初めての応援部が1947年に誕生するにいたり、各大学相互間の親睦を図ると共に加盟六大学相互間のリーグ戦での応援活動の円滑化（学生応援組織間でのトラブルの回避）を意図し1947年5月に「東京六大学応援団連盟」が結成された（丸の内・中央亭にて当時東京大学総長の南原繁を初代会長に迎え、結成式が行われた）。

## 略史
以下に登場する学校名は各校の応援団を指す。
- 1947年 5月19日、連盟結成
- 1949年 明治、ブラスバンドを創設。以後各校に相次いで誕生し、1952年の東大における結成で、全校にブラスバンドが揃った。
- 1953年 共立講堂で第1回東京六大学応援団祭を開催（のち「六旗の下に」へ改称）[2]。
- 1957年 慶應の塾歌問題解決[3]。
- 1960年 早慶六連戦において慶應にバトンガールとトンガリ帽子が登場[4]。
- 1962年 秋の早慶戦でユニコンが登場[5][6]。
- 1963年 明治吹奏楽部バトントワラーズを結成（途中途切れる）。
- 1974年 第1回合同演奏会を開催。明治吹奏楽部バトン・法政チアガール、続いて立教にもバトンが誕生。翌年慶應にバトンメジャレッツ、その次の年東大、最後早稲田に女子部が誕生。応援団が、リーダー部・吹奏楽部・バトンチア部の3部構成による華やかになった時代。
- 1982年 神宮球場が透水性人工芝を敷設したのに伴い紙吹雪が禁止される。
- 1983年 「第30回六旗の下に」で銀座〜日比谷公会堂間をパレード。
- 1988年 神宮球場で守備中の鳴り物応援が禁止となる。
- 1997年 連盟結成50周年を記念して「第44回六旗の下に」でパレードを実施。
- 2007年 連盟結成60周年を記念して、9月30日に「東京六大学オータムラン」を開催（補遺に詳細）。
- 2007年 同じく、連盟結成60周年を記念して、11月3日に「東京六大学応援団連盟 創立60周年記念行事」を開催。
- 2013年 「第60回六旗の下に」で明治神宮外苑をパレード。
- 2023年 コロナ感染拡大により東京六大学野球2020年春季リーグ戦は無観客試合となり、同年秋季リーグ戦以降も神宮球場での応援活動は応援団(部)のエリアを観客席と分けるかたちで制限されたが、2023年春季リーグ戦より観客と応援団(部)が一緒に応援する従来のスタイルに戻る。

## 六旗の下に
1953年（昭和28年）から毎年開催されている東京六大学の応援部、応援団、応援指導部による合同演舞会。六大学のブラスバンドによる合同演奏会を開催したのが始まりで、1959年（昭和34年）までは東京六大学応援団祭と呼ばれた。1976年（昭和51年）から2015年（平成27年）までは日比谷公会堂を使用していた。新型コロナウイルスの感染拡大により2020年と2021年はオンライン配信となったが、2022年の第69回は3年ぶりの対面開催となった。
現在は、『ステージドリル＆チアリーディングステージ』の第一部と、演舞をメインに据えた『各校校歌・応援歌・拍手の紹介』の第二部の二部構成で行っている。
| 回数   | 年月日         | 会場                     | 備考                              |
| ------ | -------------- | ------------------------ | --------------------------------- |
| 第1回  | 1953年11月22日 | 共立講堂                 | 第6回までは「東京六大学応援団祭」 |
| 第2回  | 1954年12月10日 | 大隈講堂                 |                                   |
| 第3回  | 1955年11月27日 | 大隈講堂                 |                                   |
| 第4回  | 1956年12月6日  | 大隈講堂                 |                                   |
| 第5回  | 1958年6月19日  | 明大記念館               |                                   |
| 第6回  | 1959年6月15日  | 文京公会堂               |                                   |
| 第7回  | 1960年6月22日  | 大隈講堂                 | 「六旗の下に」と改称              |
| 第8回  | 1961年6月28日  | 共立講堂                 |                                   |
| 第9回  | 1962年6月16日  | 文京公会堂               |                                   |
| 第10回 | 1963年11月13日 | 文京公会堂               |                                   |
| 第11回 | 1964年6月20日  | 共立講堂                 |                                   |
| 第12回 | 1965年6月22日  | 文京公会堂               |                                   |
| 第13回 | 1966年6月15日  | 渋谷公会堂               |                                   |
| 第14回 | 1967年6月17日  | 共立講堂                 |                                   |
| 第15回 | 1968年6月15日  | 共立講堂                 |                                   |
| 第16回 | 1969年6月14日  | 文京公会堂               |                                   |
| 第17回 | 1970年6月13日  | 文京公会堂               |                                   |
| 第18回 | 1971年6月26日  | 文京公会堂               |                                   |
| 第19回 | 1972年6月17日  | 文京公会堂               |                                   |
| 第20回 | 1973年6月19日  | 文京公会堂               |                                   |
| 第21回 | 1974年6月12日  | 文京公会堂               |                                   |
| 第22回 | 1975年6月18日  | 文京公会堂               |                                   |
| 第23回 | 1976年6月15日  | 日比谷公会堂             |                                   |
| 第24回 | 1977年6月17日  | 日比谷公会堂             |                                   |
| 第25回 | 1978年6月16日  | 日比谷公会堂             |                                   |
| 第26回 | 1979年6月20日  | 日比谷公会堂             |                                   |
| 第27回 | 1980年6月18日  | 日比谷公会堂             |                                   |
| 第28回 | 1981年6月13日  | 日比谷公会堂             |                                   |
| 第29回 | 1982年6月12日  | 日比谷公会堂             |                                   |
| 第30回 | 1983年6月11日  | 日比谷公会堂             | 第30回記念パレードを開催          |
| 第31回 | 1984年6月23日  | 日比谷公会堂             |                                   |
| 第32回 | 1985年6月15日  | 日比谷公会堂             |                                   |
| 第33回 | 1986年6月14日  | 日比谷公会堂             |                                   |
| 第34回 | 1987年6月13日  | 日比谷公会堂             |                                   |
| 第35回 | 1988年6月11日  | 日比谷公会堂             |                                   |
| 第36回 | 1989年6月17日  | 日比谷公会堂             |                                   |
| 第37回 | 1990年6月9日   | 日比谷公会堂             |                                   |
| 第38回 | 1991年6月8日   | 日比谷公会堂             |                                   |
| 第39回 | 1992年6月13日  | 日比谷公会堂             |                                   |
| 第40回 | 1993年6月12日  | 日比谷公会堂             | 第40回記念パレードを開催          |
| 第41回 | 1994年6月11日  | 日比谷公会堂             |                                   |
| 第42回 | 1995年6月10日  | 日比谷公会堂             |                                   |
| 第43回 | 1996年6月8日   | 日比谷公会堂             |                                   |
| 第44回 | 1997年6月14日  | 日比谷公会堂             | 連盟発足50周年記念パレードを開催  |
| 第45回 | 1998年6月13日  | 日比谷公会堂             |                                   |
| 第46回 | 1999年6月12日  | 日比谷公会堂             |                                   |
| 第47回 | 2000年6月10日  | 日比谷公会堂             |                                   |
| 第48回 | 2001年6月9日   | 日比谷公会堂             |                                   |
| 第49回 | 2002年6月8日   | 日比谷公会堂             |                                   |
| 第50回 | 2003年6月14日  | 日比谷公会堂             |                                   |
| 第51回 | 2004年6月12日  | 日比谷公会堂             |                                   |
| 第52回 | 2005年6月11日  | 日比谷公会堂             |                                   |
| 第53回 | 2006年6月10日  | 日比谷公会堂             |                                   |
| 第54回 | 2007年6月9日   | 日比谷公会堂             |                                   |
| 第55回 | 2008年6月14日  | 日比谷公会堂             |                                   |
| 第56回 | 2009年6月13日  | 日比谷公会堂             |                                   |
| 第57回 | 2010年6月12日  | 日比谷公会堂             |                                   |
| 第58回 | 2011年6月18日  | 日比谷公会堂             |                                   |
| 第59回 | 2012年6月9日   | 日比谷公会堂             |                                   |
| 第60回 | 2013年6月15日  | 日比谷公会堂             |                                   |
| 第61回 | 2014年6月14日  | 日比谷公会堂             |                                   |
| 第62回 | 2015年6月13日  | 日比谷公会堂             |                                   |
| 第63回 | 2016年7月10日  | 昭和女子大学人見記念講堂 |                                   |
| 第64回 | 2017年6月17日  | 府中の森芸術劇場         |                                   |
| 第65回 | 2018年6月16日  | 府中の森芸術劇場         |                                   |
| 第66回 | 2019年6月23日  | 神奈川県立県民ホール     |                                   |
| 第67回 | 2020年12月5日  | 北とぴあさくらホール     | オンライン配信                    |
| 第68回 | 2021年6月12日  | 府中の森芸術劇場         | オンライン配信                    |
| 第69回 | 2022年6月18日  | 横須賀芸術劇場           | 対面開催に復帰                    |
| 第70回 | 2023年6月17日  | 府中の森芸術劇場         |                                   |
| 第71回 | 2024年6月9日   | 横須賀芸術劇場           |                                   |

- 第67回までの出典は『明治大学応援団100年史』 388-392頁

## 補遺
2007年9月30日には東京六大学野球連盟結成60周年記念として「東京六大学オータムラン」が開催された。連盟は六旗会などとともに協力団体として名を連ねた。明治大学のリーダー部が公式イベントに参加した最後の機会となってしまった。参加者には同日の試合観戦が無料となる特典がついた。
同じく、東京六大学応援団連盟結成60周年記念として、2007年11月3日に、東京大学本郷キャンパスにおいて「東京六大学応援団連盟 創立60周年記念行事」が開催された。第１部として「創立60周年記念式典」と「パネルディスカッション」が安田講堂で、第２部として「創立60周年記念祝賀懇親会」が「御殿下記念館」で行われた。これらに先立ち、安田講堂前に６校の旗が掲揚され、記念写真の撮影が行われた。第一部のパネルディスカッションには、各校野球部から下記OBが登壇した（野球連盟の当番校順、敬称略）。
　　法政 関根潤三氏、東大 岡村甫氏、立教 種茂雅之氏、早稲田 荒川博氏、慶應 山下大輔氏、同 青島健太氏、明治 土井淳氏
過去に、全日本学生応援団連盟（全国最大規模の連盟）からの招聘もあったが、現在（2023年度）も加盟はしていない。
近年は週刊ベースボール増刊『大学野球』春季リーグ戦展望号（ベースボール・マガジン社）において、各校紹介の小冊子が綴じ込まれており、各校・団のプロフィール、校歌、応援歌や幹部体制、抱負等が掲載されている。